# QuickTime Alternative
QuickTime Alternative是一個輕量化的QuickTime，用於Microsoft Windows編解碼器軟體包，令任何支援DirectShow的媒體播放器均可播放QuickTime檔案，通常該動作需要蘋果電腦的官方QuickTime軟體。QuickTime Alternative使用提取自QuickTime 7的編解碼器，由於該編解碼器包不是蘋果許可的產品令其合法性受到質疑。
該軟體包中包含了Media Player Classic以及支援Internet Explorer、Mozilla Firefox、Opera、Mozilla與Netscape的QuickTime網絡瀏覽器插件。
與Real Alternative的情況類似，QuickTime Alternative的出現是由於用戶對兩者的官方軟體不滿，其中一些對官方QuickTime的批評包括其過於強制的安裝，以及在移除軟體後部件慣性地不會完全删除。
QT Lite是去掉軟體播放器的版本

## 請參閱
- QuickTime
- Real Alternative
- Media Player Classic
- K-Lite

## 外部連結
- QuickTime Alternative Page（页面存档备份，存于） - free-codecs.com

- QT6 - QuickTime Alternative基本版（页面存档备份，存于） - 最後可於Win98/ME上使用的版本
- （页面存档备份，存于） - K-Lite Codec Resource Site

- MediaLooks QuickTime Plugin（页面存档备份，存于） - 一個類似的產品，令DirectShow應用程式支援QuickTime檔案，但使用原來的QuickTime執行期函式庫（需要安裝Apple QuickTime）